# Lliga neerlandesa de futbol 1901-02
La Lliga neerlandesa de futbol 1901–1902 va ser disputada per quinze equips que participaven en dues divisions. El campió nacional seria determinat per un play-off amb els guanyadors de la divisió de futbol oriental i occidental dels Països Baixos. L'HVV Den Haag va guanyar el campionat en vèncer el Victoria Wageningen per 2-2, 3–1.

## Nou equip
Eerste Klasse Oest:
- El Koninklijke HFC va tornar després d'una temporada d'absència

## Divisions

### Eerste Klasse Est
| Pos | Equip               | PJ | PG | PE | PP | GF | GC | Pts | DG  | Notes                                |
| --- | ------------------- | -- | -- | -- | -- | -- | -- | --- | --- | ------------------------------------ |
| 1   | Victoria Wageningen | 12 | 7  | 3  | 2  | 34 | 12 | 17  | +22 | Classificat al play-off pel títol.   |
| 2   | Hercules            | 12 | 5  | 5  | 2  | 27 | 21 | 15  | +6  | Traslladat a la nova Divisió Oest-B. |
| 3   | Quick Nijmegen      | 12 | 6  | 1  | 5  | 27 | 18 | 13  | +9  |                                      |
| 4   | Go Ahead Wageningen | 12 | 5  | 3  | 4  | 24 | 24 | 13  | 0   |                                      |
| 5   | SBV Vitesse         | 12 | 4  | 2  | 6  | 24 | 30 | 10  | -6  |                                      |
| 6   | Koninklijke UD      | 12 | 4  | 2  | 6  | 14 | 20 | 10  | -6  |                                      |
| 7   | PW                  | 12 | 2  | 2  | 8  | 14 | 39 | 6   | -25 |                                      |

PJ = Partits jugats; PG = Partits guanyats; PE = Partits empatats; PP = Partits perduts; GF = Gols a favor; GC = Gols en contra; Pts = Punts; DG = Diferència de gols

### Eerste Klasse Oest
| Pos | Equip                    | PJ | PG | PE | PP | GF | GC | Pts | DG  | Notes                                |
| --- | ------------------------ | -- | -- | -- | -- | -- | -- | --- | --- | ------------------------------------ |
| 1   | HVV Den Haag             | 14 | 12 | 0  | 2  | 54 | 16 | 24  | +38 | Classificat al play-off pel títol.   |
| 2   | HBS Craeyenhout          | 14 | 11 | 2  | 1  | 37 | 15 | 24  | +22 | Traslladat a la nova Divisió Oest-B. |
| 3   | Velocitas                | 14 | 7  | 1  | 6  | 27 | 20 | 15  | +7  |                                      |
| 4   | Rapiditas Rotterdam      | 14 | 5  | 1  | 8  | 21 | 43 | 11  | -22 | Traslladat a la nova Divisió Oest-B. |
| 5   | RAP                      | 14 | 5  | 1  | 8  | 28 | 33 | 11  | -5  |                                      |
| 6   | HFC Haarlem              | 14 | 4  | 1  | 9  | 25 | 37 | 9   | -12 |                                      |
| 7   | Koninklijke HFC          | 14 | 4  | 1  | 9  | 25 | 38 | 9   | -13 | Traslladat a la nova Divisió Oest-B. |
| 8   | Ajax Sportman Combinatie | 14 | 4  | 1  | 9  | 24 | 39 | 9   | -15 |                                      |

PJ = Partits jugats; PG = Partits guanyats; PE = Partits empatats; PP = Partits perduts; GF = Gols a favor; GC = Gols en contra; Pts = Punts; DG = Diferència de gols

### Play-off del campionat
| Equip 1      | Global | Equip 2             | Anada | Tornada |
| ------------ | ------ | ------------------- | ----- | ------- |
| HVV Den Haag | 5–3    | Victoria Wageningen | 2–2   | 3–1     |

L'HVV Den Haag va guanyar el campionat.